# Filetage rond

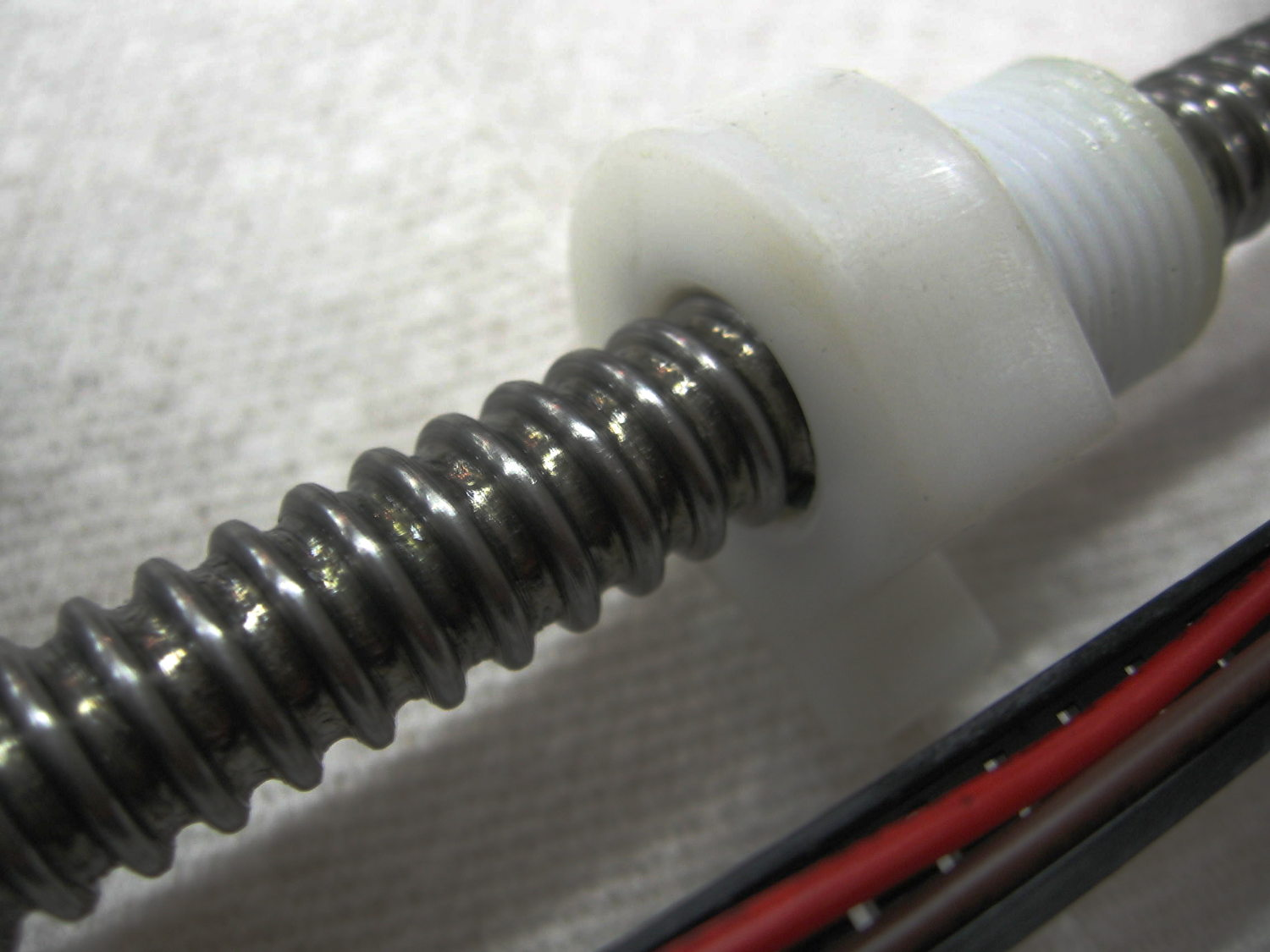
Un filetage rond.

Le pas de vis à filet rond est utilisé pour sa résistance, et en particulier sa résistance aux chocs, mais son coût d’exécution limite son emploi.
La forme arrondie des filets facilite l’engagement de la vis dans l’écrou, c’est aussi pour cette raison qu’il est utilisé dans le domaine ferroviaire pour l’attelage de wagons, ou pour les raccords d’accouplement des tubes de forage dans l’industrie pétrolière (filetage conique). La forme de ce filetage le dispose aussi à l'emploi dans le BTP avec les banches de coffrage, où il est apprécié pour sa résistance au grippage et la facilité de nettoyage face au sables, graviers, laitances,...

## Caractéristiques d’usinage
- D = diamètre nominal de la vis en mm
- P = pas en mm
- r1 = rayon au sommet du filet de la vis = 0,238 P
- r2 = rayon du fond du filet de la vis = 0,238 P
- r3 = rayon au sommet du filet de l’écrou = 0,256 P
- r4 = rayon au fond du filet de l’écrou = 0,221 P
- h = hauteur du filet = 0,5 P
- d = diamètre d’alésage de l’écrou = D – 0,9 P
- J = jeu à fond de filet écrou et vis = 0,05 P